# تیسکی ندبری
تیسکی ندبری (به لاتین: Tyszki-Nadbory) یک منطقهٔ مسکونی در لهستان است که در Gmina Czerwin واقع شده‌است.